# Концерт для сироток
«Концерт для сироток» (англ. Orphan’s Benefit) — короткометражный анимационный фильм с участием Микки Мауса, созданный компанией Walt Disney Productions и выпущенный 11 августа 1934 года. В 1941 году был перевыпущен в цвете. В этом фильме впервые Дональд Дак появляется вместе с Микки Маусом. Также в этом фильме впервые появляется Клара Клак.

## Сюжет
Микки устраивает большое шоу, чтобы собрать деньги для осиротевших мышей.

## Персонажи и озвучивание
- Уолт Дисней — Микки Маус
- Кларенс Нэш — Дональд Дак
- Пинто Колвиг — Гуфи
- Флоренс Гилл — Клара Клак
- Кларабель Кау
- Хорас Хорсколлар
- Сиротки

## Создатели
- Режиссёр: Берт Джиллетт
- Продюсер: Уолт Дисней
- Композитор: Фрэнк Черчилль
- Аниматоры: Джонни Кэннон, Норман Фергюсон, Уорд Кимбалл, Дик Ланди

## Релиз
- США — 11 августа 1934
- Италия — 1935
- Швеция — 1935

### Laserdisc
- Mickey Mouse: The Black and White Years — Volume 1

### DVD
- Walt Disney Treasures: Mickey Mouse in Black and White

## Название
- Оригинальное название — Orphan’s Benefit
- Аргентина — La ventaja del huérfano
- Бразилия — Em Benefício dos Órfãos / Show Para os Órfãos
- Дания — Festforestillingen
- Италия — Serata di beneficenza
- Испания — La gala benéfica para los huérfanos
- Россия — Концерт для сироток
- Финляндия — Orpojen hyväksi
- Франция — Le gala des orphelins
- Швеция — De föräldralösas kväll / Kalle Anka som skådespelare / Musse Piggs gala-sjå

## Отзыв критика
Уникальность Дональда Дака, прежде всего, заключена в самом голосе, который предшествовал созданию самого персонажа. Дональд дебютировал как второстепенный персонаж в «The Wise Little Hen» (Маленькая мудрая курочка) из серии Silly Symphonies, а затем появился в фильме «Orphan’s Benefit» (Концерт для сироток), где он имел возможность выступить перед толпой насмешливых и озорных мышат.
— Леонард Молтин «О мышах и магии. История американского рисованного фильма» с.85